# Robert Brejta
Robert Brejta (ur. 26 maja 1972 w Sanoku) – polski hokeista.
Jego bracia Dariusz (ur. 1974) i Grzegorz (ur. 1979) także zostali hokeistami.

## Kariera
- Stal Sanok / STS Sanok / SKH Sanok / KH Sanok (1989-2003)

Wychowanek hokejowej sekcji Stali Sanok od 9 roku życia. Wśród jego pierwszych trenerów byli Tadeusz Vogel, Tadeusz Garb, Jerzy Rożdżyński. Rozpoczął występy w seniorskiej drużynie Stali Sanok w II lidze od końca lat 80. W wieku niespełna 17 lat w dniu 18 marca 1989 zdobył dwa gole w meczu II ligi edycji 1988/1989 przeciw Zniczowi Pruszków w Sanoku. Następnie grał w kontynuatorze Stali, Sanockim Towarzystwie Sportowym, z którym wywalczył awans do I ligi. W inauguracyjnym sezonie 1992/1993 odniósł kontuzję. W późniejszych latach grał w drużynie SKH i KH Sanok. Po zakończeniu zawodowej kariery zawodniczej grał w barwach zespołu Hokejomania Sanok w rozgrywkach II ligi. Podjął także występy w zawodach oldbojów w hokeju na lodzie.

## Osiągnięcia
Klubowe
- Awans do I ligi: 1992 z STS Sanok